# Gelis ostarrichi
Gelis ostarrichi là một loài tò vò trong họ Ichneumonidae.